# 394 Ардуїна
394 Ардуїна (394 Arduina) — астероїд головного поясу, відкритий 19 листопада 1894 року Альфонсом Бореллі у Марселі.